# Brechelsdorf
Brechelsdorf ist eine wohl bereits um die Wende vom 14. zum 15. Jahrhundert wüst gefallene Siedlung in der heutigen Gemarkung von Altenbrunslar, einem nördlichen Stadtteil von Felsberg im nordhessischen Schwalm-Eder-Kreis.
Das Dorf lag auf etwa 250 m ü. NHN rund 1 km nordöstlich von Altenbrunslar östlich (rechts) oberhalb der Eder auf dem Gipfelplateau im heutigen Markwald. Es wird 1319 als Brecholdisdorf und 1360 als Frekolsdorf erwähnt, erscheint in den Jahren 1418 und 1419 als Brekelstorff, Brechtoldistorf und Brechelsdorf, wird aber bereits 1410 als wüst bezeichnet. Die letzte Erwähnung findet sich im Jahre 1579 im Salbuch von Breitenau, in dem der Ort als von Brunslar (Altenbrunslar) aus bebaute wüste Hute mit Hofstatt bezeichnet wird.
1848 wurden an dem Ort Bestattungsurnen gefunden. Ein Flurnamenverzeichnis der 1930er Jahre enthält die mundartliche Flurbezeichnung Brächelsdorf.
Die Glocke im Dachreiter der Evangelischen Kapelle Altenbrunslar soll aus der Kirche von Brechelsdorf stammen; die Jahreszahl in ihrer Inschrift stellt dies allerdings in Frage: im jahr des herren 1487 gegrüßt seist du maria.